# ファーンボロー空港
- ファンボロー空港
- ファーンボロ空港

ファーンボロー空港（ファーンボローくうこう、英: Farnborough Airport）は、イギリス南東部ハンプシャー、ラシュムアのファーンボローにある空港。ビジネス用途のゼネラル・アビエーションに利用されている。その面積は310ヘクタールで、ラシュムアの面積の8%を占める。
空港のあるファーンボローは、1908年10月16日にサミュエル・フランクリン・コーディがイギリス陸軍1号機でイギリス初の動力飛行を達成した場所でもある。
1948年以降隔年7月に国際航空ショーが開催されてきた。また、運輸省傘下の航空事故調査局本部や鉄道事故調査局南部事務所も設置されている。

## 沿革
ファーンボロー空港の歴史は長く、20世紀初頭に王立気球工場が設立され、1908年にイギリス初の動力飛行が達成された頃から続いている。工場はその後王立航空研究所（RAE）に改編され、現在はファーンバラ航空科学基金博物館となっている。
第二次世界大戦中にはドイツ軍の空爆目標とされ、1940年8月13日にJu88によって爆撃された。
2003年に国防省が空港運営を止めてからは、ファーンボロー・ビジネス・アビエーション社が空港運営を行っている。航空試験はウィルトシャーにあるボスコム・ダウン飛行試験場へ移され、空港運営はTAGアビエーションが担うようになった。その後2019年9月27日、「TAGファーンボロー空港」社はマクワイア・インフラストラクチャー・アンド・リアルアセット社に買収され、「ファーンボロー空港」社へと社名が変更された。なお、Qinetiq社による軍事研究は引き続き隣接するコーディ・テクノロジーパークで行われている。
2008年には映画「007/慰めの報酬」、2010年には映画「インセプション」のロケ地として利用された。

## 設備
TAGアビエーションが運営権を取得したのちは、滑走路やレーダー設備更新などの投資が立て続けに行われた。新管制塔や大型の駐機場所、新ターミナルビルの開設なども行われた。ビューロ・ハッポルド社が設計した新ターミナルは数多くの賞を受賞し、イギリスの建築雑誌「ビルディング」が選ぶビルディング・オブ・ザ・イヤー2007にもノミネートされた。

## 運行
20世紀後半にはほとんど利用はなかったが、2018年には年間発着数が約3万本になるほど成長した。本空港には、ガマ航空等の主要なビジネスジェット業者が拠点を置いている。
ファーンボロー空港を発着する便の大半がビジネスジェットである。また、ボーイング ビジネスジェットやエアバスA319など、比較的大きな機体の運行も行われている。しかし、これらの機体の運行は厳しく制限されており、BBJ2より大きなサイズの機体は航空ショー以外では発着していない。
ファーンボロー空港で定期便を運行しているのは、本社が空港に隣接しているBAEシステムズのみであり、エンブラエル ERJ 145を用いてランカシャーのワートン飛行場まで月曜から木曜は1日2便、金曜は1日1便を運行している。また、ビーチクラフト キングエアを用いてカンブリアのバロー・ウォルニー島空港までの定期便も運行している。
航空事故調査局（AAIB）本部が空港に隣接するファーンボロー・ハウスに設置されている。鉄道事故調査局南部事務所もAAIB本部に隣接して設置されている。

## 事件、事故、インシデント
1952年のファーンボロー航空ショーにて展示飛行を行った、デ・ハビランド シービクセンのプロトタイプ機が墜落し、乗員2名（ジョン・デリー、トニー・リチャーズ）を含む31名が死亡した（ファーンボロー航空ショー墜落事故）。これを機に、イギリス国内の航空ショーの安全規制が変更された。
1984年9月4日、同じく航空ショー中にSTOL能力の展示を行っていたデ・ハビランド・カナダ DHC-5が着陸操作中に滑走路に衝突した。これによって機首がつぶれ、プロペラが故障し、機体は滑走路上でスライドして止まった。しかし、搭乗員2名と乗客はいずれも無事で、負傷者も出なかった。事故調査の結果、強風下におけるパイロットエラーが原因であると結論づけられた。

## 空港拡張計画・反対運動
ファーンボロー空港はもともと年間発着数上限2万8千回、週末の発着数上限2,500回に制限されていた。2005年10月、空港を運営するTAG社は地元自治体に対して週末の発着数上限の引き上げを申請した。この申請は即時却下されたが、2008年3月、イングランド政府によって認められた。その後2009年には年間発着数上限を5万回まで引き上げる申請を地元自治体に申請し、これも却下された。また、これは政府からも却下された。2011年2月、国の統合理事会は2019年までに年間発着数上限5万回を認めることを決定した。この姿勢は、地方政府担当大臣のエリック・ピックルズがTAG経営者同席のロビイングディナーに参加した後、緑の党から問題視された。
2010年時点で23,511回だった年間発着数は2014年には23,944回に増加した。しかし、2014年2月にはTAGファーンボローは顧客の予測可能性を上げるため、サウス・ダウンズの標高程度まで飛行高度を下げることを申請した。この申請に対し反対者側は、これによってより多くのフライトが西側へダイバートすることになり、衝突の危険性が高まるうえ、騒音や二酸化炭素排出量が増加すると主張した。TAG社の提案に対するコメント期間は延長された。2018年7月、民間航空局はこの申請を認めたが、その実施は2020年までずれ込んだ。その後、2018年には年間発着数は29,958回となった。

## 航空ファンへの対応
スポッティングを楽しむ地元航空ファンとの関係を強化するため、ハンプシャー警察は新しいルールを設定した。当初は空港管理者によって運用されていたが、現在はプロジェクト・ペガサスの後援により運用されている。
このメンバーシップに入っても、一般人より何か特別な権利が与えられる訳ではないが、このルールによって警察と航空ファンの緊密な連携が可能になった。また、このスキームで定期的に空港ツアーが計画され、制限エリア内での撮影や、TAGアビエーション代表との座談会なども開かれている。